# Раковська сільська рада (Росія)
Ра́ковська сільська рада (рос. Раковский сельский совет) — сільське поселення у складі Кетовського району Курганської області Росії.
Адміністративний центр — село Велике Раково.
Населення сільського поселення становить 462 особи (2017; 484 у 2010, 601 у 2002).

## Склад
До складу сільського поселення входять:
| Населений пункт     | Населення, осіб (2002) | Населення, осіб (2010) |
| ------------------- | ---------------------- | ---------------------- |
| Велике Раково, село | 538                    | 447                    |
| Вятка, присілок     | 16                     | 13                     |
| Куртамиш, присілок  | 47                     | 24                     |